# Wellington

 wellingtonnz.com
Wellington (/ˈwɛlɪŋtən/; maorsko: Te Whanganui-a-Tara [tɛ ˈɸaŋanʉi a taɾa] ali Pōneke [ˈpɔːnɛkɛ]) je glavno mesto Nove Zelandije. Je na jugozahodnem koncu Severnega otoka, med Cookovim prelivom in pogorjem Remutaka. Wellington je tretje največje mesto na Novi Zelandiji in je upravno središče regije Wellington. Je najjužnejša prestolnica suverene države na svetu. Wellington ima zmerno morsko podnebje in je glede na povprečno hitrost vetra najbolj vetrovno mesto na svetu.
Ustno izročilo Maorov pripoveduje, da je Kupe odkril in raziskoval regijo približno v 10. stoletju. Območje so sprva naselili Māori iwi, kot sta Rangitāne in Muaūpoko. Motnje v mušketnih vojnah so pripeljale do tega, da so jih do začetka 19. stoletja premagali severni iwi, kot je Te Āti Awa.
Trenutno obliko Wellingtona je prvotno zasnoval kapitan William Mein Smith, prvi generalni geodet za novozelandsko podjetje Edwarda Wakefielda, leta 1840. Smithov načrt je vključeval vrsto medsebojno povezanih mrežnih načrtov, ki so se širili vzdolž dolin in nižjih pobočij hribov. Ožje mestno območje Wellingtona je imelo leta 2023 215.000 prebivalcev, širše metropolitansko območje, vključno z mesti Lower Hutt, Porirua in Upper Hutt pa kar 440.900. Od leta 1865 je Wellington prestolnica Nove Zelandije, status, ki ni opredeljen v zakonodaji, ampak določen s konvencijo; novozelandska vlada in parlament, vrhovno sodišče in večina javnih služb imajo sedež v tem mestu.
Gospodarstvo Wellingtona temelji predvsem na storitvah, s poudarkom na financah, poslovnih storitvah, vladi in filmski industriji. Je središče novozelandske filmske industrije in industrije posebnih učinkov ter vedno bolj središče informacijske tehnologije in inovacij z dvema javnima raziskovalnima univerzama. Wellington je eno od glavnih morskih pristanišč Nove Zelandije in služi domačemu in mednarodnemu ladijskemu prometu. Mesto oskrbuje predvsem mednarodno letališče Wellington v Rongotaiju, drugo najbolj obremenjeno letališče v državi. Prometno omrežje Wellingtona vključuje železniške in avtobusne linije, ki segajo do obale Kāpiti in Wairarapa, trajekti pa povezujejo mesto z Južnim otokom.
Kultura Wellingtona, ki jo pogosto imenujejo kulturna prestolnica Nove Zelandije, je raznolika in pogosto usmerjena v mladino ter je imela vpliv po vsej Oceaniji. Eno najprimernejših mest na svetu je na lestvici Global Livability Ranking leta 2021 izenačilo Wellington s Tokiom na četrtem mestu na svetu. Od leta 2017 do 2018 jo je Deutsche Bank uvrščala na prvo mesto na svetu tako po primernosti za bivanje kot po neonesnaževanju. Kulturna območja, kot sta Cuba Street in Newtown, so znana po ustvarjalnih inovacijah, op shopih, zgodovinskem značaju in hrani. Wellington je vodilno finančno središče v azijsko-pacifiški regiji, ki ga indeks globalnih finančnih centrov za leto 2021 uvršča na 35. mesto na svetu. Svetovno mesto je zraslo iz živahne maorske naselbine v kolonialno postojanko in od tam v avstralsko kapital, ki je doživel »izjemen ustvarjalni preporod«.

## Toponimija
Wellington je dobil ime po Arthurju Wellesleyju, 1. vojvodi Wellingtonskem in zmagovalcu bitke pri Waterlooju (1815): njegov naslov izhaja iz mesta Wellington v angleški grofiji Somerset. Novembra 1840 so ga prvotni naseljenci novozelandske družbe poimenovali na predlog direktorjev iste kot priznanje vojvodovi močni podpori načelom družbe o kolonizaciji in njegovi »naporni in uspešni obrambi pred njenimi sovražniki ukrep za kolonizacijo Južne Avstralije«. Eden od ustanoviteljev naselja, Edward Jerningham Wakefield, je poročal, da so naseljenci »prevzeli poglede direktorjev z veliko prisrčnostjo in novo ime je bilo takoj sprejeto«.
V maorskem jeziku ima Wellington tri imena:
- Te Whanganui-a-Tara, kar pomeni 'veliko pristanišče Tare', se nanaša na pristanišče Wellington.[18] Prvotno naselitev Wellingtona naj bi izvedel Tara, sin Whatonge, poglavarja s polotoka Māhia, ki je svojemu sinu naročil, naj odpotuje na jug, da bi našel bolj rodovitna zemljišča za naselitev.
- Pōneke, ki se običajno šteje za fonetično maorsko prečrkovanje Port Nick, okrajšava za Port Nicholson.[19] Alternativno predlagana etimologija za Pōneke je, da izhaja iz skrajšanja besedne zveze Pō Nekeneke, ki pomeni 'potovanje v noč', ki se nanaša na izselitev Te Āti Awa iz območja Wellingtona, potem ko so jih izpodrinili prvi evropski naseljenci. Osrednji mestni marae, skupnost, ki ga podpira, in njegova skupina kapa haka imajo psevdoplemensko ime Ngāti Pōneke.[20]
- Te Upoko-o-te-Ika-a-Māui, kar pomeni 'glava ribe Māui' (pogosto skrajšano na Te Upoko-o-te-Ika), tradicionalno ime za najjužnejši del Severnega otoka, ki izhaja iz legende o lovljenju otoka s strani polboga Māuija. Legendarni maorski raziskovalec Kupe, poglavar s Hawaika (domovina polinezijskih raziskovalcev, z nepotrjeno geografsko lego, ki je ne smemo zamenjevati s Havaji), naj bi ostal v pristanišču pred letom 1000 n. št.. Tu naj bi imel pomemben vpliv na to območje, lokalna mitologija pravi, da je dva otoka v pristanišču poimenoval po svojih hčerkah, Matiu (otok Somes) in Mākaro (otok Ward).[21]

V novozelandskem znakovnem jeziku se ime podpiše tako, da se kazalec, sredinec in prstanec ene roke dvignejo z dlanjo naprej, da tvorijo črko W, in se dvakrat rahlo strese z ene strani na drugo.
Zaradi lege mesta blizu ustja ozkega Cookovega preliva je ranljivo za močne nevihte, zaradi česar je dobilo vzdevek Vetrovni Wellington.

## Zgodovina

### Maorsko naselje
Legende pripovedujejo, da je Kupe okolico odkril in raziskoval okoli 10. stoletja. Pred evropsko kolonizacijo je bilo območje, na katerem bi sčasoma nastalo mesto Wellington, sezonsko naseljeno z avtohtonimi Maori. Najzgodnejši datum s trdnimi dokazi o človeški dejavnosti na Novi Zelandiji je približno leto 1280.
Wellington in njegovo okolico so od 12. stoletja zasedale različne skupine Maorov. Legendarni polinezijski raziskovalec Kupe, poglavar s Hawaika (domovina polinezijskih raziskovalcev, z nepotrjeno geografsko lego, ne smemo je zamenjevati s Havaji), naj bi ostal v pristanišču od leta 925. Kasnejši maorski raziskovalec Whatonga je pristanišče poimenoval Te Whanganui-a-Tara po svojem sinu Tari. Pred letom 1820 je bila večina prebivalcev regije Wellington potomcev Whatonge.
Približno leta 1820 so tam živeli ljudje Ngāti Ira in druge skupine, ki so izhajale iz raziskovalca Whatonge, vključno z Rangitāne in Muaūpoko. Vendar pa so bile te skupine sčasoma izgnane iz Te Whanganui-a-Tare zaradi vrste migracij drugih iwijev (maorskih plemen) s severa. Selitvene skupine so bile Ngāti Toa, ki je prišel iz Kāwhia, Ngāti Rangatahi, iz bližine Taumarunuija, in Te Ātiawa, Ngāti Tama, Ngāti Mutunga, Taranaki in Ngāti Ruanui iz Taranakija. Ngāti Mutunga se je kasneje preselil na Chathamske otoke. Sodišče Waitangi je ugotovilo, da so v času podpisa pogodbe iz Waitangija leta 1840 imeli Te Atiawa, Taranaki, Ngāti Ruanui, Ngāti Tama in Ngāti Toa interese mana whenua na tem območju z osvajanjem in okupacijo.

### Zgodnja evropska naselbina
Koraki v smeri Pākehā (evropske) naselitve na tem območju so se začeli leta 1839, ko je polkovnik William Wakefield prispel, da bi kupil zemljišče za novozelandsko podjetje, ki bi ga prodalo bodočim britanskim naseljencem. Pred tem časom so bili prebivalci Māori v stiku s kitolovci in trgovci Pākehā.
Evropska naselitev se je začela s prihodom predhodnice novozelandske družbe na ladji Tory 20. septembra 1839, ki ji je 22. januarja 1840 sledilo 150 naseljencev na ladji Aurora. Naselitev v Wellingtonu je bila torej pred podpisom pogodbe iz Waitangija (6. februarja 1840). Naseljenci leta 1840 so zgradili svoje prve domove v Petoneju (ki so ga nekaj časa imenovali Britannia) na ravnem območju ob izlivu reke Hutt. V nekaj mesecih se je to območje izkazalo za močvirnato in nagnjeno k poplavam, in večina prišlekov je svojo naselbino preselila čez pristanišče Wellington v Thorndon na današnjem mestu mesta Wellington.

### Glavno mesto
Wellington je bil leta 1840 razglašen za mesto, leta 1865 pa je bil izbran za glavno mesto Nove Zelandije.
Wellington je postal glavno mesto namesto Aucklanda, ki ga je William Hobson razglasil za glavno mesto leta 1841. Novozelandski parlament se je prvič sestal v Wellingtonu 7. julija 1862, začasno; novembra 1863 je premier Nove Zelandije, Alfred Domett, predložil resolucijo parlamentu v Aucklandu, da »... je postalo nujno, da se sedež vlade ... prenese na neko primerno lokacijo v Cookovi ožini [regija ].« Bilo je nekaj pomislekov, da bi se bolj naseljeni Južni otok (kjer so bila zlata nahajališča) odločil oblikovati ločeno kolonijo v Britanskem imperiju. Več komisarjev (delegatov), povabljenih iz Avstralije, izbranih zaradi svojega nevtralnega statusa, je izjavilo, da je mesto primerna lokacija zaradi svoje osrednje lege na Novi Zelandiji in dobrega pristanišča; verjeli so, da se lahko celotna flota kraljeve mornarice prilega v pristanišče. Status Wellingtona kot glavnega mesta je rezultat ustavne konvencije in ne zakona.
Wellington je politično središče Nove Zelandije, kjer so glavne državne institucije. Novozelandski parlament se je preselil v novo glavno mesto, saj je prvih deset let svojega obstoja preživel v Aucklandu. Zasedanje parlamenta se je v prestolnici prvič uradno sestalo 26. julija 1865. Takrat je bilo v Wellingtonu le 4900 prebivalcev.
Vladne stavbe so bile zgrajene na Lambton Quayu leta 1876. Na tem mestu so bili prvotni vladni oddelki na Novi Zelandiji. Javna služba se je hitro razširila preko zmogljivosti stavbe, prvi oddelek je zapustil kmalu po odprtju; do leta 1975 je ostal le Prosvetni oddelek, do leta 1990 pa je bila stavba prazna. Glavno mesto je tudi lokacija najvišjega sodišča, vrhovnega sodišča Nove Zelandije, zgodovinska stavba nekdanjega višjega sodišča (odprta leta 1881) pa je bila povečana in obnovljena za uporabo. Rezidenca generalnega guvernerja, vladna hiša (sedanja stavba, dokončana leta 1910), je v Newtownu, nasproti rezervata Basin. Premier House (zgrajena leta 1843 za prvega župana Wellingtona Georgea Hunterja), uradna rezidenca predsednika vlade, je v Thorndonu na cesti Tinakori.
Več kot šest mesecev v letih 1939 in 1940 je Wellington gostil novozelandsko stoletno razstavo, ki je praznovala stoletje od podpisa pogodbe iz Waitangija. Postavljena je bila na 55 hektarjev velikem zemljišču v Rongotaiju in je vsebovala tri razstavna igrišča, veličastne stavbe v slogu art décoja in izjemno priljubljen zabaviščni park s tremi hektarji. Wellington je pritegnil več kot 2,5 milijona obiskovalcev v času, ko je prebivalstvo Nove Zelandije znašalo 1,6 milijona.

## Geografija
Wellington je na jugozahodnem koncu Severnega otoka ob Cookovem prelivu, ki ločuje Severni in Južni otok. Na jasen dan je na jugu čez ožino vidno zasneženo pogorje Kaikōura. Na severu se raztezajo zlate plaže obale Kāpiti. Na vzhodu pogorje Remutaka ločuje Wellington od širokih planjav Wairarapa, vinorodne regije nacionalnega pomena.
Z zemljepisno širino 41° 17' južno je Wellington najjužnejša prestolnica na svetu. Wellington se povezuje s Canberro v Avstraliji kot najbolj oddaljenim glavnim mestom, ki sta drug od drugega oddaljena 2326 km.
Wellington je bolj gosto poseljen kot večina drugih mest na Novi Zelandiji zaradi omejene količine zemlje, ki je na voljo med pristaniščem in okoliškimi hribi. Ima zelo malo odprtih območij, na katera bi se lahko razširil, kar je povzročilo razvoj primestnih naselij. Zaradi svoje lege v Roaring Forties in izpostavljenosti vetrovom, ki pihajo skozi Cookov preliv, je Wellington najbolj vetrovno mesto na svetu, s povprečno hitrostjo vetra 27 km/h (17 mph).
Slikovito naravno pristanišče Wellingtona in zelena pobočja, okrašena z večstopenjskimi predmestji kolonialnih vil, so priljubljena med turisti. Osrednje poslovno okrožje (CBD) je blizu pristanišča Lambton, kraka pristanišča Wellington, ki leži ob aktivnem geološkem prelomu, jasno vidnem na ravni zahodni obali. Zemljišče zahodno od tega se nenadoma dviga, kar pomeni, da številna predmestja ležijo visoko nad središčem mesta. Obstaja mreža parkov in rezervatov, ki jih vzdržujejo mestni svet Wellingtona in lokalni prostovoljci. Sem spada Otari-Wilton's Bush, namenjen zaščiti in razmnoževanju avtohtonih rastlin. Regija Wellington ima 500 kvadratnih kilometrov regionalnih parkov in gozdov. Na vzhodu je polotok Miramar, ki je s preostalim mestom povezan z nizko ležečo ožino v Rongotaiju, kjer je mednarodno letališče Wellington. Industrija se je razvila predvsem v dolini Hutt, kjer so obrati za predelavo hrane, inženirska industrija, sestavljanje vozil in rafinerije nafte.
Ozek vhod v pristanišče je vzhodno od polotoka Miramar in vsebuje nevarne plitvine Barrettovega grebena, kjer so se potopile številne ladje (zlasti medotoški trajekt TEV Wahine leta 1968). Pristanišče ima tri otoke: otok Matiu/Somes, otok Makaro/Ward in otok Mokopuna. Samo otok Matiu/Somes je dovolj velik za bivanje. Uporabljali so ga kot karantensko postajo za ljudi in živali, med prvo in drugo svetovno vojno pa je bilo taborišče za internacijo. To je ohranitveni otok, ki nudi zatočišče ogroženim vrstam, podobno kot otok Kapiti dlje ob obali. Podnevi je možen dostop s trajektom Dominion Post.
Wellington je predvsem obdan z vodo, vendar so nekatere bližnje lokacije navedene spodaj.

## Geologija
Wellington je utrpel resno škodo v nizu potresov leta 1848 in zaradi drugega potresa leta 1855. Potres v Wairarapi leta 1855 se je zgodil na prelomnici Wairarapa severno in vzhodno od Wellingtona. To je bil verjetno najmočnejši potres v zabeleženi zgodovini Nove Zelandije, z ocenjeno magnitudo vsaj 8,2 po lestvici momentne magnitude. Povzročil je navpične premike dveh do treh metrov na velikem območju, vključno z dvigovanjem zemlje iz pristanišča in spreminjanjem le-tega v plimsko močvirje. Velik del tega zemljišča je bil pozneje pridobljen in je zdaj del osrednjega poslovnega okrožja. Iz tega razloga je ulica z imenom Lambton Quay od pristanišča oddaljena 100 do 200 metrov – plošče, nameščene na pešpoti, označujejo obalo leta 1840, kar kaže na obseg melioracije. Tudi potresi v Wairarapi leta 1942 so v Wellingtonu povzročili precejšnjo škodo.
Območje ima visoko seizmično aktivnost celo po novozelandskih standardih, z velikim prelomom (Wellingtonov prelom), ki teče skozi središče mesta in več drugih v bližini. V mestnem območju je bilo ugotovljenih nekaj sto manjših prelomov. Prebivalci, zlasti v visokih stavbah, vsako leto običajno opazijo več potresov. Več let po potresu leta 1855 je bila večina stavb v celoti zgrajena iz lesa. Leta 1996 obnovljene vladne stavbe v bližini parlamenta so največja lesena stavba na južni polobli. Medtem ko so se zidaki in konstrukcijsko jeklo pozneje uporabljali pri gradnji stavb, zlasti za poslovne stavbe, ostaja leseno ogrodje primarna strukturna komponenta skoraj vseh stanovanjskih gradenj. Prebivalci zaupajo dobrim gradbenim predpisom, ki so v 20. stoletju postali strožji. Od potresov v Canterburyju leta 2010 in 2011 je pripravljenost na potres postala še večja težava, saj je mestni svet Wellingtona razglasil stavbe za potresno nevarne in stroške doseganja novih standardov.
Vsakih pet let se pod Wellingtonom zgodi enoletni počasen potres, ki se razteza od Kapitija do Marlborough Sounds. Prvič je bil izmerjen leta 2003, ponovno pa se je pojavil v letih 2008 in 2013. Sprošča toliko energije kot potres z magnitudo 7, a ker se dogaja počasi, ni škode.
Julija in avgusta 2013 je bilo veliko potresov, večinoma v Cookovem prelivu blizu Seddona. Zaporedje se je začelo ob 17:09 v nedeljo, 21. julija 2013, ko je mesto prizadel potres z magnitudo 6,5 Seddon, vendar ni bilo potrjeno nobeno poročilo o cunamiju niti večja škoda. V petek, 16. avgusta 2013, ob 14.31 je prizadel potres v jezeru Grassmere, tokrat z magnitudo 6,6, vendar spet ni prišlo do večje škode, čeprav so bile številne stavbe evakuirane. V ponedeljek, 20. januarja 2014 ob 15.52 je potres z magnitudo 6,2 prizadel spodnji del severnega otoka 15 km vzhodno od Eketāhune in so ga čutili v Wellingtonu, vendar so sprva poročali o majhni škodi, razen na letališču Wellington, kjer se je ena od dveh velikanskih skulptur orla v spomin na Hobita ločila od stropa.
Dve minuti po polnoči v ponedeljek, 14. novembra 2016, je potres z magnitudo 7,8 v mestu Kaikōura, katerega središče je bilo med Culverdenom in Kaikōuro na Južnem otoku, povzročil, da so bili center Wellington CBD, univerza Victoria v Wellingtonu in omrežje primestnih železnic Wellington večinoma zaprti za dan, ko je dovoljen pregled. Potres je poškodoval precejšnje število stavb, 65 % škode je bilo v Wellingtonu. Pozneje so bile številne nedavne stavbe porušene, namesto da bi bile ponovno zgrajene, kar je pogosto odločitev, ki jo je sprejela zavarovalnica. Dve od porušenih stavb sta bili stari približno enajst let – sedemnadstropni sedež NZDF in Statistična hiša v Centreportu na obali. Po potresu so bili doki nekaj tednov zaprti.

### Relief
Strme reliefne oblike oblikujejo in omejujejo velik del mesta Wellington. Pomembni hribi v Wellingtonu in okolici so:
- Mount Victoria - 196 m. Mt. Vic je priljubljeno sprehajališče za turiste in prebivalce Wellingtona, saj se z vrha vidi večina Wellingtona. Na hribu so številne gorsko kolesarske in pohodniške poti.
- Mount Albert – 178 m
- Mount Cook
- Mount Alfred (zahodno od Evans Bay) – 122 m
- Gora Kaukau - 445 m. Mesto glavnega televizijskega oddajnika Wellingtona.
- Mount Crawford
- Brooklyn Hill - 299 m
- Wrights Hill
- Mākara Peak – vrh (412 m) je znotraj 250 ha gorskega kolesarskega parka Makara Peak, ki vključuje 45 km poti
- Hrib Te Ahumairangi (Tinakori).

### Podnebje
S v povprečju 2055 sončnimi urami na leto je podnebje Wellingtona zmerno morsko (Köppen: Cfb), na splošno zmerno skozi vse leto s toplimi poletji in milimi zimami ter le redkokje opazi temperature nad 26 °C ali pod 4 °C. Najvišja zabeležena temperatura v mestu je 31,1 °C, zabeležena 20. februarja 1896, medtem ko je −1,9 °C najhladnejša. Mesto je razvpito po svojih južnih sunkih pozimi, zaradi katerih je temperatura lahko precej nižja. Na splošno je vse leto zelo vetrovno z veliko padavinami; povprečna letna količina padavin je 1250 mm, junij in julij sta najbolj mokra meseca. V hribovskih predmestjih in dolini Hutt so med majem in septembrom zmrzali precej pogoste. Sneg je zelo redek na nizkih nadmorskih višinah, čeprav je sneg padel na mesto in številne druge dele regije Wellington med ločenimi dogodki 25. julija 2011 in 15. avgusta 2011. Sneg na višjih nadmorskih višinah je pogostejši, v višjih predmestjih so vsakih nekaj let zabeleženi rahli nalivi.
29. januarja 2019 je predmestje Kelburna (instrumenti blizu stavbe Metservice v botaničnem vrtu Wellington) doseglo 30,3 °C, kar je najvišja temperatura od začetka merjenja leta 1927.

## Demografija
Mesto Wellington obsega 289,91 km² in je imelo junija 2023 ocenjenih 216.200 prebivalcev z gostoto prebivalstva 746 ljudi na km². To obsega 215.200 ljudi v mestnem območju Wellingtona in 1000 ljudi v okoliških podeželskih območjih.
Mesto Wellington je imelo ob popisu prebivalstva na Novi Zelandiji leta 2018 202.737 prebivalcev, kar je povečanje za 11.781 ljudi (6,2 %) od popisa leta 2013 in povečanje za 23.271 ljudi (13,0 %) od popisa leta 2006. Bilo je 74.841 gospodinjstev, v katerih je bilo 98.823 moških in 103.911 žensk. Od tistih, starih vsaj 15 let, je imelo 74.922 (44,1 %) ljudi diplomo ali višjo izobrazbo, 12.690 (7,5 %) ljudi pa brez formalnih kvalifikacij.
Wellington se uvršča na 12. mesto na svetu po kakovosti bivanja, glede na študijo svetovalnega podjetja Mercer iz leta 2014; mest v azijsko-pacifiški regiji je bil Wellington na tretjem mestu za Aucklandom in Sydneyjem (od leta 2014).
Leta 2009 je bil Wellington uvrščen med cenovno zelo dostopna mesta glede na življenjske stroške, saj je prišel na 139. mesto med najdražjimi 143 mesti v svetovni raziskavi Mercer o življenjskih stroških. Med letoma 2009 in 2020 so se življenjski stroški v Wellingtonu povečali in je zdaj uvrščeno na 123. mesto med najdražjimi od skupno 209 mest.

## Arhitektura
Wellington prikazuje različne arhitekturne sloge iz zadnjih 150 let – lesene koče iz 19. stoletja, kot je italijanska rojstna hiša Katherine Mansfield v Thorndonu; poenostavljene strukture v slogu art déco, kot so stari sedež brezplačne reševalne službe Wellington, centralna gasilska postaja, apartmaji Fountain Court, mestna galerija in nekdanja stavba pošte in telegrafa; ter krivulje in živahne barve postmoderne arhitekture v CBD.
Najstarejša stavba je Nairn Street Cottage iz leta 1858 v Mount Cooku. Najvišja stavba je Majestic Center na ulici Willis s 116 metri višine, druga najvišja pa je strukturno ekspresionistični Aon Center (Wellington) s 103 metri. Kapela Futuna v Karoriju je ikonična stavba, ki jo je zasnoval maorski arhitekt John Scott in arhitekturno velja za eno najpomembnejših novozelandskih zgradb 20. stoletja.
Stara cerkev sv. Pavla je primer neogotske arhitekture iz 19. stoletja, prilagojene kolonialnim razmeram in materialom, prav tako kot cerkev sv. Marije Angelske. Stolnica Presvetega srca je paladijevska bazilika s portikom rimskega ali grškega templja. Muzej Wellington City & Sea v Bond Store je v slogu drugega francoskega cesarstva, poslovna stavba Wellington Harbor Board Wharf pa je v poznem angleškem klasicističnem slogu. Obstaja več obnovljenih gledaliških stavb: St. James Theatre, Opera House in Embassy Theatre.
Mestni trg Te Ngākau obkrožajo mestna hiša in uradi sveta, center Michael Fowler, osrednja knjižnica Wellington, most City-to-Sea in mestna galerija.
Ker je glavno mesto, je veliko pomembnih vladnih stavb. Izvršno krilo stavb novozelandskega parlamenta na vogalu Lambton Quaya in ulice Molesworth Street je bilo zgrajeno med letoma 1969 in 1981 in se običajno imenuje The Beehive. Čez cesto je največja lesena stavba na južni polobli, del stare vladne stavbe, v kateri je zdaj del pravne fakultete Victoria University of Wellington.
Modernistična stavba, v kateri je Novozelandski muzej Te Papa Tongarewa, leži ob obali, na Cable Street. Okrepljena je z izolacijo podnožja – v bistvu celotno stavbo postavi na nosilce iz svinca, jekla in gume, ki upočasnijo učinek potresa.
Druge pomembne stavbe vključujejo mestno hišo Wellington, železniško postajo Wellington, muzej Dominion (zdaj univerza Massey), center Aon (Wellington), regionalni stadion Wellington in letališče Wellington v Rongotaiju. Med vodilnimi arhitekti so Frederick Thatcher, Frederick de Jersey Clere, W. Gray Young, Bill Alington, Ian Athfield, Roger Walker.
Wellington vsebuje številne ikonične skulpture in strukture, kot sta Bucket Fountain v Cuba Street in Invisible City Antona Parsonsa na Lambton Quayu. Naročene so bile kinetične skulpture, kot je Zefirometer. To 26-metrska oranžna konica, ki jo je za premikanje zgradil umetnik Phil Price, so opisali kot »visoko, vzpenjajočo se in elegantno preprosto«, ki »odraža nihanje jahtnih jamborov v marini Evans Bay za seboj« in »se premika kot igla na številčnica navtičnega instrumenta, ki meri hitrost morja ali vetra ali plovila.«
Wellington ima veliko različnih arhitekturnih slogov, kot so klasične Poslikane dame v Mount Victoria, Newtown in Oriental Bay, lesene hiše v slogu art déco, razširjene povsod (zlasti severneje v dolini Hutt), klasične zidane stavbe na ulici Cuba, državne hiše zlasti v Južna predmestja Hutta in Wellingtona, železniške hiše v Ngaiu in drugih predmestjih ob železnici, velike moderne stavbe v središču mesta (kot je značilni nebotičnik, imenovan Majestic Centre) in velike viktorijanske stavbe, ki so pogoste tudi v središču mesta.

## Gospodarstvo
Pristanišče v Wellingtonu se uvršča med glavna novozelandska pristanišča in služi domačemu in mednarodnemu ladijskemu prometu. Pristanišče letno pretovori približno 10,5 milijona ton tovora, uvaža naftne derivate, motorna vozila, minerale in izvaža meso, lesne izdelke, mlečne izdelke, volno in sadje. Pristanišče uporabljajo tudi številne ladje za križarjenje.
Državni sektor je že dolgo glavni steber gospodarstva, ki je običajno z njim vzhajalo in padalo. Tradicionalno je njegova osrednja lokacija pomenila lokacijo številnih sedežev različnih sektorjev – zlasti financ, tehnologije in težke industrije – od katerih so se mnogi od takrat po gospodarski deregulaciji in privatizaciji preselili v Auckland.
V zadnjih letih imajo turizem, umetnost in kultura, film in IKT večjo vlogo v gospodarstvu. Mediani dohodek v Wellingtonu je precej nad povprečjem na Novi Zelandiji in najvišji med vsemi novozelandskimi mesti. Ima veliko višji delež ljudi s terciarno izobrazbo od državnega povprečja.

## Metropolitansko območje Wellington
Širše metropolitansko območje Wellingtona obsega območja, ki jih upravljajo štiri lokalne oblasti: samo mesto Wellington na polotoku med Cookovim prelivom in pristaniščem Wellington; mesto Porirua v pristanišču Porirua na severu, znano po svojih velikih skupnostih Maori in Pasifika; ter Lower Hutt City in Upper Hutt City, večinoma predmestni območji na severovzhodu, skupaj znani kot Hutt Valley. Odvisno od vira lahko območje podzemne železnice Wellington vključuje Waikanae, Paraparaumu in Paekākāriki na obali Kāpiti ter/ali Featherston in Greytown v Wairarapi.
Mestna območja štirih lokalnih oblasti imajo od junija 2023 skupaj 434.500 prebivalcev.
Štiri mesta, ki sestavljajo metropolitansko območje Wellingtona, imajo skupno 440.900 prebivalcev (junij 2023), pri čemer mestno območje vsebuje 98,5 % tega prebivalstva. Preostala območja so pretežno hribovita in redko obdelana ali parkovna in so zunaj meja mestnega območja. Bolj kot v večini mest življenje prevladuje v osrednjem poslovnem okrožju (CBD). Približno 62.000 ljudi dela v CBD, le 4000 manj kot v Aucklandovem CBD, čeprav ima to mesto štirikrat več prebivalcev.
Kombinirano mestno območje Waikanae-Paraparaumu-Paekākāriki v okrožju obale Kāpiti je včasih vključeno v območje podzemne železnice Wellington zaradi njegove zunajmestne narave in močnih prometnih povezav z Wellingtonom. Če bi bil Waikanae-Paraparaumu-Paekākāriki vključen kot del podzemne železnice Wellington, bi Waikanae-Paraparaumu-Paekākāriki dodal 45.780 prebivalcem (od junija 2023).
Featherston in Greytown v Wairarapi se redko štejeta za del metropolitanskega območja Wellington, saj ju fizično ločuje od preostalega metropolitanskega območja pogorje Remutaka. Vendar imata oba precejšen delež zaposlenega prebivalstva, ki dela v mestu Wellington in dolini Hutt (36,1 % oziroma 17,1 % leta 2006) in ju Statistični urad Nove Zelandije obravnava kot del funkcionalnega mestnega območja Wellingtona.
Štiri mestna območja skupaj so imela po popisu prebivalstva na Novi Zelandiji leta 2018 običajno 401.850 prebivalcev, kar je povečanje za 26.307 ljudi (7,0 %) od popisa leta 2013 in povečanje za 42.726 ljudi (11,9 %) od popisa leta 2006.